# 刘正文 (政治人物)
刘正文（1912年11月—1999年9月），男，安徽巢县人，中华人民共和国政治人物，曾任黑龙江省高级人民法院院长，安徽省政协副主席。